# Jean Marcadé
Pour les articles homonymes, voir Marcadé.
Jean Marcadé est un historien helléniste français né le 27 avril 1920 à Libourne et mort le 28 décembre 2012 à Saint-Georges-de-Didonne,. Il était membre de l'Institut.

## Biographie
Élève de l'École normale supérieure (1939), il obtient l'agrégation de lettres classiques puis devient membre de l'École française d'Athènes (1946-1950 puis 1951-1953)
Il commence sa carrière à la faculté des lettres de l'université de Bordeaux, où il est chargé d'enseignement puis, après avoir soutenu sa thèse en 1969, professeur d'archéologie classique et d'histoire de l'art antique (1953-1978). Il y dirige également un centre de recherche, jusqu'en 1989. En 1967, il devient membre de la Société archéologique de Bordeaux et assume la présidence de celle-ci de 1968 à 1970. Il maintient son affiliation à la Société archéologique de Bordeaux pendant cinquante ans et est nommé président d'honneur en 1986. À partir de 1971, cependant, il dirige un séminaire à l'université Paris-1 Panthéon-Sorbonne, où il est finalement élu professeur d'archéologie classique (1978).
Il est élu correspondant de l'Académie des inscriptions et belles-lettres en 1978 puis membre le 25 février 1983 au fauteuil de Claude Frédéric-Armand Schaeffer et préside l'académie en 1994.
Il meurt en 2012 à l'âge de 92 ans.

## Distinctions
- Chevalier de la Légion d'honneur
- Commandeur de l'ordre national du Mérite
- Commandeur de l'ordre des Palmes académiques
- Officier de l'ordre des Arts et des Lettres